# アランチャ・サンチェス・ビカリオ
アランチャ・サンチェス・ビカリオ（Arantxa Sánchez Vicario、1971年12月18日 - ）は、スペイン・バルセロナ出身の元女子プロテニス選手。
全仏オープン3勝、全米オープン1勝を挙げ、4大大会「4勝」を記録した。
2人の兄、エミリオ・サンチェスとハビエル・サンチェスもプロテニス選手で、アランチャは4人兄妹の末っ子である。1歳年下のコンチタ・マルティネスとともに、長年にわたりスペインの女子テニス界をリードしてきた2強豪であった。
彼女は選手登録名の姓を本名の「アランチャ・サンチェス・ビカリオ」にしたが、日本語メディアの報道では簡略形の「アランチャ・サンチェス」で記載されることが多かった。

## 来歴
アランチャ・サンチェス・ビカリオはテニス一家の4人兄妹の末っ子として、バルセロナの地に生まれた。長兄のエミリオがマドリード、次兄ハビエルはパンプローナに生まれたため、サンチェス一家の子供たちは移転の多い幼少時代を送ったことになる。1985年に13歳でプロ転向。1989年の全仏オープンにて、「17歳5ヶ月」で大会初優勝を達成した。決勝戦で当時グランドスラム大会5連勝中だった女王シュテフィ・グラフを 7-6, 3-6, 7-5 のフルセットで破る大金星を挙げた。それ以後、サンチェスはガブリエラ・サバティーニやモニカ・セレシュと並んで「打倒グラフ」に最も近い選手と位置づけられるようになる。2年後の1991年、同じく全仏オープンで2度目の決勝進出を果たしたが、この時は当時17歳のセレシュにストレートで完敗した。1992年に全米オープンでも初めての決勝進出を決めたが、この決勝でもセレシュに敗れた。
1994年からサンチェスはキャリアの黄金期に入り、苦手のウィンブルドンを除く3つの4大大会で決勝に勝ち残った。初進出の全豪オープン決勝でこそグラフに完敗したが、3年ぶり3度目の進出となった全仏オープン決勝で地元期待のマリー・ピエルスを 6-4, 6-4 で破り、5年ぶり2度目の優勝を飾った。全米オープンでも2年ぶり2度目の決勝進出で、グラフを 1-6, 7-6, 6-4 の逆転で破り、同大会で宿願の初優勝を果たす。こうしてサンチェスは4大大会年間2冠を獲得し、通算3勝目を挙げた。
1995年2月、シングルスとダブルスの両方で世界ランキング1位になる。ところが、この年から4大大会準優勝と惜敗が続く。全豪オープン決勝ではピエルスに敗れて2年連続の準優勝になり、大会連覇を目指した全仏オープンでも決勝でグラフに敗れてしまう。この1995年全仏オープンの準決勝で、サンチェスは日本人女子選手として初の全仏ベスト4進出を達成した伊達公子を 7-5, 6-3 のストレートで退けている（この大会は日本女子テニスが最盛期を迎えた出来事となり、4回戦には伊達も含めて杉山愛と長塚京子の3人の日本人女子選手が勝ち残った）。同年にウィンブルドンで初の決勝進出を果たす。大会前年優勝者であった同僚のマルティネスを準決勝で破ったが、初めての決勝でまたもやグラフとの大接戦に散る。とりわけ第3セット・第11ゲームはデュースを13回繰り返し、実に20分を要した長いゲームとなった。これをグラフに取られたサンチェスは、最後の第12ゲームであっさりと自滅してウィンブルドン初優勝を逃した。
1996年もサンチェスは全仏オープンとウィンブルドンの決勝でグラフに連敗し、両大会で2年連続の準優勝に終わる。この年の全仏オープン決勝戦は、大会史上最長の「3時間4分」を要する死闘となった。この2連戦を制したグラフは、4大大会で「19勝」と「20勝」の記念碑を樹立し、単独歴代2位に躍進する。アトランタ五輪決勝では地元の20歳リンゼイ・ダベンポートに敗れて銀メダルに終わる。このアトランタ五輪では準々決勝で伊達公子と対戦し、サンチェスが 4-6, 6-3, 10-8 で伊達の挑戦を振り切った。全米オープン前哨戦「トーシバ・クラシック」の決勝が、サンチェスと伊達の最後の対戦となった。10度目の対戦となったこの試合では伊達が 3-6, 6-3, 6-0 でサンチェスに快勝し、最後のWTAツアー優勝「7勝目」を記録する。両者の対戦成績はサンチェスの「8勝2敗」で終わった。これら一連の準優勝で落胆したのか、最後の全米オープンでは4回戦で当時15歳のマルチナ・ヒンギスに敗れてしまう。これ以後、サンチェスは若きヒンギスに分が悪くなり、テニスの成績も下降線をたどり始める。
1998年に全仏オープンで4年ぶり3度目の優勝。2年ぶり6度目の決勝戦ではセレシュを 7-6, 0-6, 6-2 のフルセットで破った。セレシュが4大大会の決勝戦でグラフ以外の選手に敗れたのは、これが唯一のケースである。結果的にこの1998年全仏オープン決勝が、サンチェスとセレシュの両選手にとって最後の4大大会女子シングルス決勝進出となった。
サンチェスとマルティネスのコンビは、女子国別対抗戦・フェドカップにて無敵の強さを発揮した。1991年、1993年 - 1995年の3連覇、1998年の5度優勝を飾っている。3連覇を達成した時期は、2人の選手生活の全盛期でもあった。最後の1998年には決勝でスイスのジュネーヴに行き、敵地でヒンギスとパティ・シュナイダーのコンビを破って優勝した。
サンチェスは2002年11月、フェドカップ決勝のスロバキア戦を最後にシングルスから引退した。最後の試合は、第4試合のシングルスでヤネッテ・フサロワに 0-6, 2-6 で敗れた。最後の4大大会出場となった同年の全米オープンでは、1回戦でフランスの予選勝者マリオン・バルトリに 3-6, 1-6 で敗れている。2004年にダブルスで1シーズンをこなし、アテネ五輪の女子ダブルスにも出場した。
2007年7月14日、アランチャ・サンチェス・ビカリオはスペインの女子選手として史上初の国際テニス殿堂入りを果たした。
スペインのテニス界は、男子は綿々と強豪選手を輩出してきた歴史を誇るが、女子は男子に比べると選手層が薄い。サンチェスとマルティネスが“スペイン女子2強豪”として活躍した時期は、まさしく当地の黄金期であった。

## プレースタイル
サンチェスはどんな球にも粘り強く食らいつく強靭なフットワークを最大の持ち味にしたベースライン・プレーヤーで、クレーコート（赤土）の多いスペインで育った選手らしく、全仏オープンを最も得意にした。WTAツアーでシングルス29勝、ダブルスで69勝を挙げ、シングルス・ダブルスの両方で世界ランキング1位になった数少ない選手のひとりである。

## 4大大会優勝
- 全豪オープン　女子ダブルス：3勝（1992年・1995年・1996年）／混合ダブルス：1勝（1993年）　［女子シングルス準優勝2度：1994年＆1995年］
- 全仏オープン　女子シングルス：3勝（1989年・1994年・1998年）／混合ダブルス：2勝（1990年・1992年）
- ウィンブルドン　女子ダブルス：1勝（1995年）　［女子シングルス準優勝2度：1995年＆1996年］
- 全米オープン　女子シングルス：1勝（1994年）／女子ダブルス：2勝（1993年＆1994年）／混合ダブルス：1勝（2000年）

| 年     | 大会         | 対戦相手           | 試合結果      |
| ------ | ------------ | ------------------ | ------------- |
| 1989年 | 全仏オープン | シュテフィ・グラフ | 7-6, 3-6, 7-5 |
| 1994年 | 全仏オープン | マリー・ピエルス   | 6-4, 6-4      |
| 1994年 | 全米オープン | シュテフィ・グラフ | 1-6, 7-6, 6-4 |
| 1998年 | 全仏オープン | モニカ・セレシュ   | 7-6, 0-6, 6-2 |